# Вербеке, Наталия
Наталия Вербеке (исп. Natalia Verbeke, 23 февраля 1975, Буэнос-Айрес) — испанская актриса театра и кино аргентинского происхождения.

## Биография
Среди её предков — выходцы из Бельгии. В 11 лет переехала вместе с семьей в Мадрид. Окончила Королевскую высшую школу театрального искусства. Дебютировала в кино в 1998. Снимается в телесериалах, выступает на сцене (Сон в летнюю ночь).

## Фильмография
- 1998: Un buen novio (Хесус Дельгадо)
- 1999: Никто никого не знает/ Nadie conoce a nadie (Матео Хиль)
- 2000: Carretera y manta (Альфонсо Арандиа)
- 2000: Касба/ Kasbah (Мариано Барросо)
- 2001: Сын невесты/ El hijo de la novia (Хуан Хосе Кампанелья; испанская телевизионная премия Ondas лучшей актрисе, специальная премия Turia лучшей актрисе)
- 2001: Jump Tomorrow (Джоэль Хопкинс; номинация на Премию британского независимого кино самой многообещающей молодой актрисе)
- 2002: Apasionados (Хуан Хосе Хусид)
- 2002: Не та сторона постели/ El otro lado de la cama (Эмилио Мартинес-Ласаро; номинация на премию Сообщества киносценаристов Испании лучшей актрисе второго плана, испанская телевизионная премия Ondas лучшей актрисе)
- 2003: Точки над i/ Dot the I (Мэттью Паркхилл)
- 2003: Días de fútbol (Давид Серрано)
- 2004: El juego de la verdad (Альваро Фернандес Армеро)
- 2004: Tempesta (Тим Дисней)
- 2005: A golpes (Хуан Висенте Кордова)
- 2005: Метод Грёнхольма/ El método (Марсело Пиньейро)
- 2006: GAL (Мигель Куртуа)
- 2006: Arritmia (Висенте Пеньярроча)
- 2011: Женщины с шестого этажа/ Les femmes du sixième étage (Филипп Ле Гэ)